# Albina Românească
Albina Românească a fost o gazetă politico-literară care a apărut bisăptămânal la Iași între 1 iunie 1829 - 3 ianuarie 1835 și 3 ianuarie 1837 - 2 ianuarie 1850.
Proprietar și redactor Gh. Asachi.
A publicat și suplimentul literar Alăuta Românească. 
După Courier de Moldavie, tipărit la Iași în limba franceză, Albina Românească este primul ziar în limba română din Moldova, care alături de Curierul Românesc redactat de I. Heliade Rădulescu, la București, și de Gazeta de Transilvania a lui G. Barițiu de la Brașov pune bazele presei periodice românești.
Curierul românesc, care începe să apară în București la 8 aprilie 1829, și Albina Românească, în Iași la 1 iunie același an, sunt, e drept, la început gazete aproape oficiale, pentru că publică mai ales știri politice din țară și din afară; dar mai târziu încep să dea și mici informații literare, să dea articole istorice, nuvele, poezii, astfel că ajung să strângă în jurul lor toată mișcarea literară din țară.